# US Open 2022
Die US Open waren das letzte von vier Grand-Slam-Turnieren der Saison, den am höchsten dotierten und prestigeträchtigsten Tennisturnieren. Sie fanden vom 29. August bis 11. September 2022 im USTA Billie Jean King National Tennis Center im Flushing-Meadows-Park im Stadtteil Queens von New York City (USA) statt.
Titelverteidiger im Einzel waren Daniil Medwedew bei den Herren sowie Emma Raducanu bei den Damen. Im Doppel waren Rajeev Ram und Joe Salisbury bei den Herren und Samantha Stosur und Zhang Shuai bei den Damen die Vorjahressieger. Im Mixed-Turnier waren es nach dem Aussetzer 2020 Desirae Krawczyk und Joe Salisbury.

## Besonderheiten
Im Gegensatz zu den zuvor ausgetragenen Wimbledon Championships waren Athleten aus Russland und Belarus startberechtigt. Aufgrund des russischen Überfalls auf die Ukraine mussten sie aber unter neutraler Flagge antreten.

## Absagen
Folgende Topspieler konnten aus unterschiedlichen Gründen nicht am Turnier teilnehmen:
- Novak Đoković – Einreiseverbot in die USA wegen fehlender COVID-19-Impfung[2]
- Angelique Kerber – Schwangerschaft[3]
- Gaël Monfils – Fußverletzung[4]
- Alexander Zverev – Verletzung am Sprunggelenk[5]
- Roger Federer – Rekonvaleszenz nach Knie-Operation im Sommer 2021[6]

## Herreneinzel
Setzliste
| Nr. | Spieler               | Erreichte Runde |
| --- | --------------------- | --------------- |
| 01. | Daniil Medwedew       | Achtelfinale    |
| 02. | Rafael Nadal          | Achtelfinale    |
| 03. | Carlos Alcaraz        | Sieg            |
| 04. | Stefanos Tsitsipas    | 1. Runde        |
| 05. | Casper Ruud           | Finale          |
| 06. | Félix Auger-Aliassime | 2. Runde        |
| 07. | Cameron Norrie        | Achtelfinale    |
| 08. | Hubert Hurkacz        | 2. Runde        |
| 09. | Andrei Rubljow        | Viertelfinale   |
| 10. | Taylor Fritz          | 1. Runde        |
| 11. | Jannik Sinner         | Viertelfinale   |
| 12. | Pablo Carreño Busta   | Achtelfinale    |
| 13. | Matteo Berrettini     | Viertelfinale   |
| 14. | Diego Schwartzman     | 3. Runde        |
| 15. | Marin Čilić           | Achtelfinale    |
| 16. | Roberto Bautista Agut | 1. Runde        |

| Nr. | Spieler                 | Erreichte Runde |
| --- | ----------------------- | --------------- |
| 17. | Grigor Dimitrow         | 2. Runde        |
| 18. | Alex de Minaur          | 3. Runde        |
| 19. | Denis Shapovalov        | 3. Runde        |
| 20. | Daniel Evans            | 3. Runde        |
| 21. | Botic van de Zandschulp | 2. Runde        |
| 22. | Frances Tiafoe          | Halbfinale      |
| 23. | Nick Kyrgios            | Viertelfinale   |
| 24. | Francisco Cerúndolo     | 1. Runde        |
| 25. | Borna Ćorić             | 2. Runde        |
| 26. | Lorenzo Musetti         | 3. Runde        |
| 27. | Karen Chatschanow       | Halbfinale      |
| 28. | Holger Rune             | 3. Runde        |
| 29. | Tommy Paul              | 3. Runde        |
| 30. | Maxime Cressy           | 1. Runde        |
| 31. | Nikolos Bassilaschwili  | 1. Runde        |
| 32. | Miomir Kecmanović       | 2. Runde        |

## Dameneinzel
Setzliste
| Nr. | Spielerin           | Erreichte Runde |
| --- | ------------------- | --------------- |
| 01. | Iga Świątek         | Sieg            |
| 02. | Anett Kontaveit     | 2. Runde        |
| 03. | Maria Sakkari       | 2. Runde        |
| 04. | Paula Badosa        | 2. Runde        |
| 05. | Ons Jabeur          | Finale          |
| 06. | Aryna Sabalenka     | Halbfinale      |
| 07. | Simona Halep        | 1. Runde        |
| 08. | Jessica Pegula      | Viertelfinale   |
| 09. | Garbiñe Muguruza    | 3. Runde        |
| 10. | Darja Kassatkina    | 1. Runde        |
| 11. | Emma Raducanu       | 1. Runde        |
| 12. | Coco Gauff          | Viertelfinale   |
| 13. | Belinda Bencic      | 3. Runde        |
| 14. | Leylah Fernandez    | 2. Runde        |
| 15. | Beatriz Haddad Maia | 2. Runde        |
| 16. | Jeļena Ostapenko    | 1. Runde        |

| Nr. | Spielerin              | Erreichte Runde |
| --- | ---------------------- | --------------- |
| 17. | Caroline Garcia        | Halbfinale      |
| 18. | Weronika Kudermetowa   | Achtelfinale    |
| 19. | Danielle Collins       | Achtelfinale    |
| 20. | Madison Keys           | 3. Runde        |
| 21. | Petra Kvitová          | Achtelfinale    |
| 22. | Karolína Plíšková      | Viertelfinale   |
| 23. | Barbora Krejčíková     | 2. Runde        |
| 24. | Amanda Anisimova       | 1. Runde        |
| 25. | Jelena Rybakina        | 1. Runde        |
| 26. | Wiktoryja Asaranka     | Achtelfinale    |
| 27. | Martina Trevisan       | 1. Runde        |
| 28. | Jekaterina Alexandrowa | 2. Runde        |
| 29. | Alison Riske-Amritraj  | Achtelfinale    |
| 30. | Jil Teichmann          | 1. Runde        |
| 31. | Shelby Rogers          | 3. Runde        |
| 32. | Elise Mertens          | 1. Runde        |

## Herrendoppel
Setzliste
| Nr. | Paarung                            | Erreichte Runde |
| --- | ---------------------------------- | --------------- |
| 01. | Rajeev Ram Joe Salisbury           | Sieg            |
| 02. | Wesley Koolhof Neal Skupski        | Finale          |
| 03. | Marcelo Arévalo Jean-Julien Rojer  | Halbfinale      |
| 04. | Tim Pütz Michael Venus             | Achtelfinale    |
| 05. | Marcel Granollers Horacio Zeballos | 1. Runde        |
| 06. | Nikola Mektić Mate Pavić           | Viertelfinale   |
| 07. | Ivan Dodig Austin Krajicek         | 2. Runde        |
| 08. | Thanasi Kokkinakis Nick Kyrgios    | Achtelfinale    |

| Nr. | Paarung                              | Erreichte Runde |
| --- | ------------------------------------ | --------------- |
| 09. | Rohan Bopanna Matwé Middelkoop       | 1. Runde        |
| 10. | Jamie Murray Bruno Soares            | 2. Runde        |
| 11. | Lloyd Glasspool Harri Heliövaara     | Viertelfinale   |
| 12. | Kevin Krawietz Andreas Mies          | 2. Runde        |
| 13. | Juan Sebastián Cabal Robert Farah    | Halbfinale      |
| 14. | Santiago González Andrés Molteni     | 1. Runde        |
| 15. | Simone Bolelli Fabio Fognini         | Achtelfinale    |
| 16. | Nicolas Mahut Édouard Roger-Vasselin | 1. Runde        |

## Damendoppel
Setzliste
| Nr. | Paarung                               | Erreichte Runde |
| --- | ------------------------------------- | --------------- |
| 01. | Weronika Kudermetowa Elise Mertens    | 2. Runde        |
| 02. | Coco Gauff Jessica Pegula             | 1. Runde        |
| 03. | Barbora Krejčíková Kateřina Siniaková | Sieg            |
| 04. | Ljudmyla Kitschenok Jeļena Ostapenko  | Achtelfinale    |
| 05. | Gabriela Dabrowski Giuliana Olmos     | Viertelfinale   |
| 06. | Desirae Krawczyk Demi Schuurs         | Viertelfinale   |
| 07. | Xu Yifan Yang Zhaoxuan                | Achtelfinale    |
| 08. | Anna Danilina Beatriz Haddad Maia     | Achtelfinale    |

| Nr. | Paarung                              | Erreichte Runde |
| --- | ------------------------------------ | --------------- |
| 09. | Asia Muhammad Ena Shibahara          | Achtelfinale    |
| 10. | Nicole Melichar-Martinez Ellen Perez | Halbfinale      |
| 11. | Marta Kostjuk Zhang Shuai            | Achtelfinale    |
| 12. | Caroline Dolehide Storm Sanders      | Halbfinale      |
| 13. | Alexa Guarachi Andreja Klepač        | Achtelfinale    |
| 14. | Caroline Garcia Kristina Mladenovic  | Viertelfinale   |
| 15. | Shūko Aoyama Chan Hao-ching          | Achtelfinale    |
| 16. | Alicja Rosolska Erin Routliffe       | 2. Runde        |

## Mixed
Setzliste
| Nr. | Paarung                        | Erreichte Runde |
| --- | ------------------------------ | --------------- |
| 01. | Desirae Krawczyk Neal Skupski  | Achtelfinale    |
| 02. | Zhang Shuai Mate Pavić         | Halbfinale      |
| 03. | Giuliana Olmos Marcelo Arévalo | 1. Runde        |
| 04. | Storm Sanders John Peers       | Sieg            |

| Nr. | Paarung                        | Erreichte Runde |
| --- | ------------------------------ | --------------- |
| 05. | Jessica Pegula Austin Krajicek | Achtelfinale    |
| 06. | Yang Zhaoxuan Rohan Bopanna    | 1. Runde        |
| 07. | Ellen Perez Michael Venus      | Achtelfinale    |
| 08. | Demi Schuurs Matwé Middelkoop  | 1. Runde        |

## Junioreneinzel
Setzliste
| Nr. | Spielerin             | Erreichte Runde |
| --- | --------------------- | --------------- |
| 01. | Adolfo Daniel Vallejo | Halbfinale      |
| 02. | Gilles-Arnaud Bailly  | Finale          |
| 03. | Kilian Feldbausch     | Viertelfinale   |
| 04. | Nishesh Basavareddy   | 2. Runde        |
| 05. | Martín Landaluce      | Sieg            |
| 06. | Lautaro Midón         | 2. Runde        |
| 07. | Gonzalo Bueno         | Achtelfinale    |
| 08. | Edas Butvilas         | 2. Runde        |

| Nr. | Spielerin          | Erreichte Runde |
| --- | ------------------ | --------------- |
| 09. | Coleman Wong       | Halbfinale      |
| 10. | Martyn Pawelski    | 2. Runde        |
| 11. | Jakub Nicod        | 2. Runde        |
| 12. | Ignacio Buse       | 1. Runde        |
| 13. | Gerard Campana Lee | Achtelfinale    |
| 14. | Jaroslaw Djomin    | Achtelfinale    |
| 15. | Jaden Weekes       | 1. Runde        |
| 16. | Michael Zheng      | Achtelfinale    |

## Juniorinneneinzel
Setzliste
| Nr. | Spielerin         | Erreichte Runde |
| --- | ----------------- | --------------- |
| 01. | Sofia Costoulas   | Achtelfinale    |
| 02. | Lucie Havlíčková  | Finale          |
| 03. | Liv Hovde         | 2. Runde        |
| 04. | Céline Naef       | Viertelfinale   |
| 05. | Solana Sierra     | 2. Runde        |
| 06. | Nikola Daubnerová | 1. Runde        |
| 07. | Diana Schneider   | Halbfinale      |
| 08. | Taylah Preston    | Achtelfinale    |

| Nr. | Spielerin        | Erreichte Runde |
| --- | ---------------- | --------------- |
| 09. | Victoria Mboko   | Halbfinale      |
| 10. | Alexandra Eala   | Sieg            |
| 11. | Luca Udvardy     | 2. Runde        |
| 12. | Sara Saito       | 1. Runde        |
| 13. | Johanne Svendsen | 2. Runde        |
| 14. | Mirra Andrejewa  | Viertelfinale   |
| 15. | Xenija Saizewa   | 1. Runde        |
| 16. | Qavia Lopez      | 1. Runde        |

## Juniorendoppel
Setzliste
| Nr. | Paarung                        | Erreichte Runde |
| --- | ------------------------------ | --------------- |
| 01. | Edas Butvilas Coleman Wong     | 1. Runde        |
| 02. | Gonzalo Bueno Ignacio Buse     | Halbfinale      |
| 03. | Martín Landaluce Pedro Ródenas | Viertelfinale   |
| 04. | Hynek Bartoň Jakub Nicod       | 1. Runde        |

| Nr. | Paarung                                                 | Erreichte Runde |
| --- | ------------------------------------------------------- | --------------- |
| 05. | Gilles-Arnaud Bailly Alexander Blockx                   | Achtelfinale    |
| 06. | Adolfo Daniel Vallejo Martín Antonio Vergara del Puerto | 1. Runde        |
| 07. | Nicholas Godsick Jaden Weekes                           | Rückzug         |
| 08. | Ozan Baris Nishesh Basavareddy                          | Sieg            |

## Juniorinnendoppel
Setzliste
| Nr. | Paarung                          | Erreichte Runde |
| --- | -------------------------------- | --------------- |
| 01. | Lucie Havlíčková Diana Schneider | Sieg            |
| 02. | Sofia Costoulas Luca Udvardy     | Achtelfinale    |
| 03. | Liv Hovde Taylah Preston         | Halbfinale      |
| 04. | Mirra Andrejewa Alexandra Eala   | Achtelfinale    |

| Nr. | Paarung                       | Erreichte Runde |
| --- | ----------------------------- | --------------- |
| 05. | Qavia Lopez Johanne Svendsen  | 1. Runde        |
| 06. | Kayla Cross Victoria Mboko    | 1. Runde        |
| 07. | Irina Balus Nikola Daubnerová | 1. Runde        |
| 08. | Céline Naef Amelie Van Impe   | 1. Runde        |

## Herreneinzel-Rollstuhl
Setzliste
| Nr. | Spieler           | Erreichte Runde |
| --- | ----------------- | --------------- |
| 01. | Shingo Kunieda    | Finale          |
| 02. | Alfie Hewett      | Sieg            |
| 03. | Gustavo Fernández | Erste Runde     |
| 04. | Tokito Oda        | Viertelfinale   |

## Dameneinzel-Rollstuhl
Setzliste
| Nr. | Spielerin      | Erreichte Runde |
| --- | -------------- | --------------- |
| 01. | Diede de Groot | Sieg            |
| 02. | Yui Kamiji     | Finale          |
| 03. | Aniek van Koot | Halbfinale      |
| 04. | Zhu Zhenzhen   | 1. Runde        |

## Herrendoppel-Rollstuhl
Setzliste
| Nr. | Paarung                            | Erreichte Runde |
| --- | ---------------------------------- | --------------- |
| 01. | Alfie Hewett Gordon Reid           | Finale          |
| 02. | Martín de la Puente Nicolas Peifer | Sieg            |

## Damendoppel-Rollstuhl
Setzliste
| Nr. | Paarung                       | Erreichte Runde |
| --- | ----------------------------- | --------------- |
| 01. | Diede de Groot Aniek van Koot | Sieg            |
| 02. | Yui Kamiji Kgothatso Montjane | Finale          |

## Quadeinzel
Setzliste
| Nr. | Spieler      | Erreichte Runde |
| --- | ------------ | --------------- |
| 01. | Niels Vink   | Sieg            |
| 02. | Sam Schröder | Finale          |

## Quaddoppel
Setzliste
| Nr. | Paarung                  | Erreichte Runde |
| --- | ------------------------ | --------------- |
| 01. | Sam Schröder Niels Vink  | Sieg            |
| 02. | Robert Shaw David Wagner | Finale          |